# 显岗水库
显岗水库位于中国广东省惠州市博罗县湖镇镇，是以灌溉、防洪为主，兼有发电、养殖等功能的大（二）型水库。